# シティーハンター in Seoul
シティーハンター in Seoul（シティーハンター イン ソウル、朝鮮語: シティホント、ハングル: 시티헌터）は、韓国SBSで2011年5月25日から同年7月28日放送されていたテレビドラマ。全20話。北条司の漫画『シティーハンター』を原作としている。
原作とは異なりソウルを舞台にしており、人物設定なども原作から大きく変えられている。1983年に発生した北朝鮮と韓国の紛争事件ラングーン事件の報復作戦途中、特殊部隊の仲間21人を味方の攻撃で失った特殊部隊員と彼の息子の復讐を扱っている。

## 登場人物
イ・ユンソン
演 - イ・ミンホ
本作の主人公。養父ジンピョと共に東南アジアで戦場を渡り歩き、その中で高い格闘能力を身に着けた。彼をかばって片足を失ったジンピョに代わって「5人会」への報復を果たすべく、帰国しソウルへ向かい、国家地図安全通信網チーム職員という表向きの顔を手に入れた。表向きは軟派なプレイボーイを装う中で「5人会」への社会的制裁のために行動し、いつしか世間からシティーハンターと呼ばれるようになる。何度も衝突するうちにいつしかナナと惹かれあってゆき、「5人会」への報復と彼女との間で板挟みとなり苦悩するようになってゆく。
キム・ナナ
演 - パク・ミニョン
大統領の娘ダヘを警護する警護官。いくつもアルバイトを掛け持ちする中ユンソンと出会い、父の手術費を立て替えたことが縁で彼の専属運転代行となる。ユンソンとは何度も衝突するが、そのうちにお互い惹かれあってゆく。過去に自動車事故で母を亡くし、父は昏睡状態となってしまい、それ以来厳しい経済状況にある。
キム・ヨンジュ
演 - イ・ジュニョク
ソウル地検特捜部の若きエリート検事。強い正義感の持ち主で、圧力や脅しに屈せず正義を貫く。仕事に没頭するあまり、妻セヒとの間のすれ違いがもとで離婚しているが、お互いを想う気持ちは変わっていない。シティーハンターを捕まえるべく捜査する中、シティーハンターの正体がユンソンなのではと感付き、彼を追う。ナナにはとある負い目があり、「あしながおじさん」として彼女を匿名で援助している。父のキム・ジョンシクは「5人会」の一員である。
イ・ジンピョ
演 - キム・サンジュン
ユンソンの育ての親で、かつての特殊部隊の唯一の生き残り。ラングーン事件の報復のための任務を帯びた特殊部隊員だったが、「5人会」の決定により工作員を抹殺する指令を受けた味方に銃撃されるも、ユンソンの父である親友パク・ムヨルにかばわれただ一人生き残る。仲間の無念を晴らすべく「5人会」への報復を誓い、その後に生まれたばかりのユンソンと共にタイへ渡り、戦場を渡り歩いたが、その中でユンソンを地雷から助けて片足を失う重傷を負い、杖をつかなければ満足に歩けない体となった自分に代わっての「5人会」への報復をユンソンに託した。しかし、「5人会」への報復をめぐるユンソンとの行動の方向性の違いから自らソウルへ赴き、特殊部隊員の兄の名誉回復を目的とするキム・サングクを協力者に加え、在米韓国人スティーブ・リーとして独自に行動を起こす。
チン・セヒ
演 - ファン・ソニ
獣医で、かつてはヨンジュの妻だった。ユンソンに助けられたのが縁で、シティーハンターとしての行動をサポートする協力者となった。今でもヨンジュへの思いは変わっておらず、仕事に没頭する彼を心から案じている。
チェ・ダヘ
演 - ク・ハラ
ウンチャン大統領の娘。よくクラブへ遊びに行くなどわがままな性格だが心の内には寂しさを抱えており、ナナと次第に強い信頼でつながってゆく。勉強が苦手で、ユンソンを家庭教師に雇い、そのまま彼を好きになってしまう。
チェ・ウンチャン
演 - チョン・ホジン
韓国の大統領。「5人会」の一人で、当時は国家安全企画部長を務めており、ジンピョら特殊部隊の上司であった。一掃計画の首謀者の一人だが、現在もそう決断せざるを得なかったことを悔やみ続けている。
ペ・シクチュン
演 - キム・サンホ
かつてタイでユンソンに救われ、それ以降彼とジンピョの下で過ごしていた。ユンソンの家に転がり込み、シティーハンターの行動のサポートを務める。
ソン・ヨンドク
演 - イ・スンヒョン
国家地図安全通信網チーム課長。ユンソンの上司で、彼の腕前を高く買っており、彼を自分のチームから手放すまいとしている。
パク・ホシク
演 - ペク・スンヒョン
青瓦台警護所課長で、ナナの上司。
コ・ギジュン
演 - イ・グァンス
国家地図安全通信網チーム職員で、ユンソンの同僚の一人。少々押しが弱い性格で、ウナを想っているがなかなか言い出せずにいる。
シン・ウナ
演 - ヤン・ジンソン
ナナの同僚で、良きパートナーとして共にダヘを警護する。ギジュンの想いには気づいていない様子。

## 韓国国外での放送
- 香港: 有線電視系チャンネル有線娯楽台（中国語版）にて2011年10月19日[3]から同年11月24日まで[4]新城市獵人のタイトルで放送された。
- 日本: ケーブルテレビ局 KNTV にて2011年10月29日より毎週土・日曜日に[5]放送されたのを経て、地上波民放局のフジテレビジョンの関東地区広域ローカル放送（韓流α）にて2012年2月6日から同年3月6日まで[6]2か国語放送の形で放送された。日本語吹替版を担当した声優は以下の通り:
  - イ・ユンソン: 高橋広樹
  - キム・ナナ: 平野綾
  - キム・ヨンジュ: 前野智昭
  - チェ・ダヘ: 三瓶由布子
  - チン・セヒ: 小林沙苗
  - チェ・ウンチャン: 佐藤祐四
  - イ・ジンピョ: 小杉十郎太
  - ペ・シクチュン: 天田益男[7]
- 台湾: ケーブルテレビ局東森電視系チャンネル東森綜合台（中国語版）にて2011年12月12日から[8]城市獵人のタイトルで放送された。
- 中国: 衛星放送局星空衛視/STAR Chinaにて2011年12月20日から、帯ドラマの形で放送された[9]。城市猎人のタイトルが使われている。
- タイ: 地上波局CH7（英語版）にて2012年1月28日より[10]放送された。